# Melchiorre Gioja

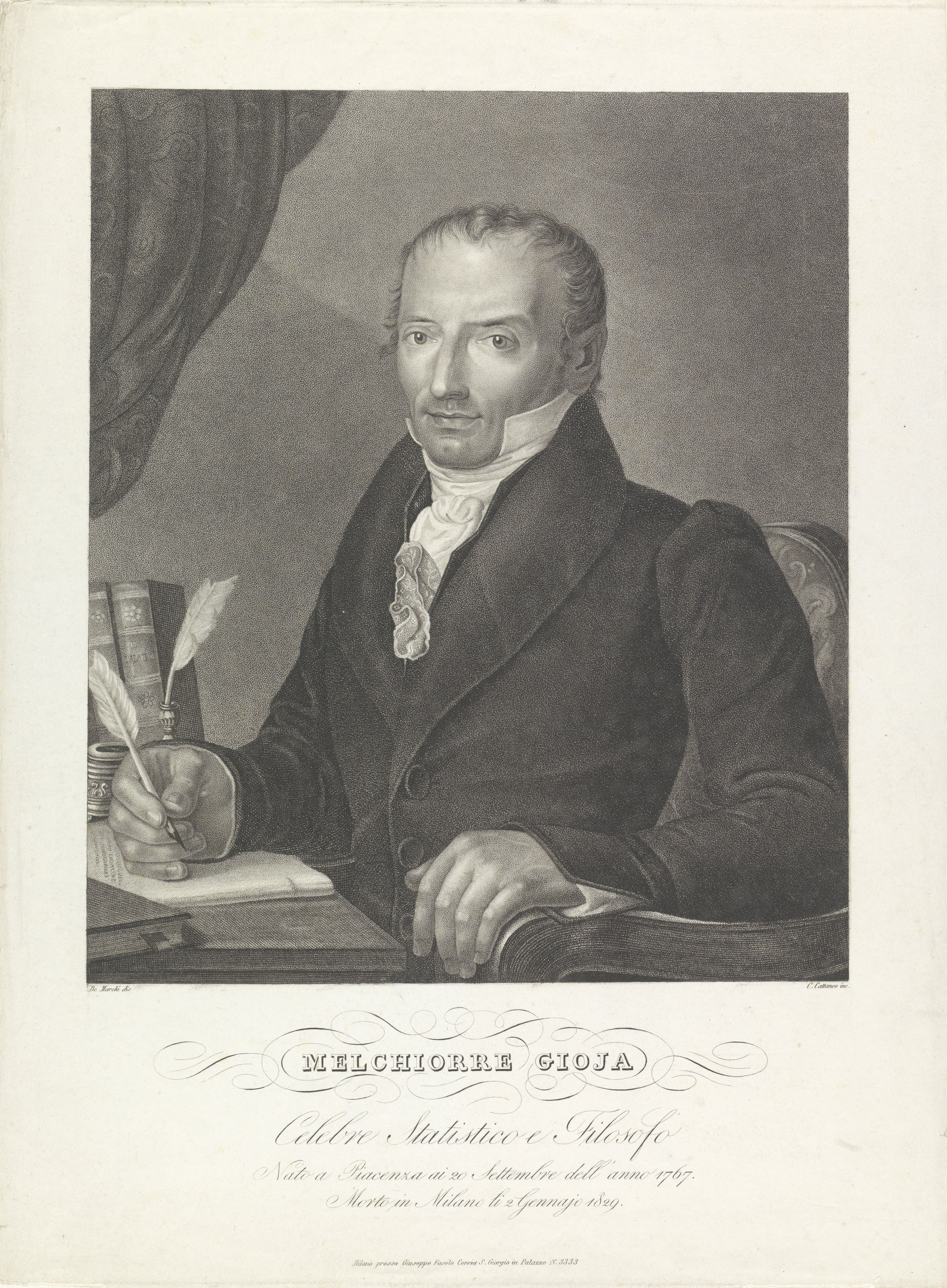
Melchiorre Gioja

Melchiorre Gioja (* 20. September 1767 in Piacenza; † 2. Januar 1829 in Mailand) war ein italienischer Philosoph  und Nationalökonom, der als Publizist für die Modernisierung und Einigung Italiens kämpfte.

## Leben
Melchiorre Gioja, Sohn eines Silberarbeiters, wurde mit elf Jahren Vollwaise. Er wuchs bei Gianni Cappelotti, einem Bruder seiner Mutter auf, der sich um seine Erziehung und Ausbildung kümmerte. Er besuchte zunächst die Schule in Piacenza. Am 2. November 1784 trat er in das Collegium Alberoni ein, mit dem Ziel, Priester zu werden. Neben seinen theologischen Studien betrieb er Philosophie und Mathematik. In Johann Anton Comi aus Pavia fand er einen Mentor, der ihn in allem förderte.
Nachdem er alle priesterlichen Weihen erhalten hatte, verließ er im August 1793 das Institut und lebte einige Zeit bei seinem Bruder Ludovico. 1797 begab er sich nach Mailand, wo er bis zu seinem Lebensende tätig war.
Dort, theilnehmend an den politischen Bewegungen der Zeit, erhielt er bald die freilich nur nominelle Würde eines Historiographen Italiens, die er, wie es hieß, in Folge seiner Schrift über den Ehebruch verlor, wofür er sich durch sein Pasquil „Il povero diavolo“ rächte. Als Graf Daniel Felici im Jahr 1803 Minister des Innern wurde, übernahm Gioja die Leitung des statistischen Bureaus, die er auch fortsetzte, als 1806 der Marchese Breme das Ministerium übernahm. Als aber am 10. Oktober 1809 Graf Baccari auf Breme folgte, trat 1811 Gioja in ein neues Verhältniss zur Staatsverwaltung in der Eigenschaft eines Privatstatistikers, den die Regierung für seine Arbeiten honorirte. In dieser Stellung entwickelte Gioja eine großartige Tätigkeit bis zum Sturz des Königreichs Italien im April 1814. Von dieser Zeit an wurde sein Leben ruhiger, weil die häufigen Ausflüge in die Departements zum Sammeln und Verifizieren der statistischen Daten unterblieben und sich Giojas Arbeiten nicht mehr auf dem administrativen, sondern dem freien wissenschaftlichen Gebiet bewegten. Seine Tätigkeit wurde nur einmal (1820) auf kurze Zeit durch seine Verhaftung unterbrochen, die in Folge von Verdächtigung, an revolutionären Umtrieben gegen die österreichische Regierung theilzunehmen, Stattfand; als aber nichts vorkam, was seine Schuld bestätigte, wurde er freigelassen. Gioja veröffentlichte zahlreiche Schriften und hinterließ Vieles in Handschrift.

## Werk
Außer einer größeren Zahl philosophischer Schriften, von denen die Ideologia (Mail. 1822, 2 Bde.) hervorzuheben ist, schrieb er: Filosofia statistica (das. 1822, 4Bde.), dann insbesondere Nuovo prospetto delle scienze economiche (das. 1815–19, 6 Bde.). In denselben hat er die Bedeutung der Statistik für Geschichte und Nationalökonomie klargelegt und wird deshalb auch als einer der Begründer der Moralstatistik bezeichnet.
In Fragen der Ethik folgte Gioja weitgehend Jeremy Bentham, und seine Abhandlung Del merito e delle recompense (1818) gibt eine klare und systematische Sichtweise sozialer Ethik auf Grundlage utilitaristischer Prinzipien wieder.

## Schriften

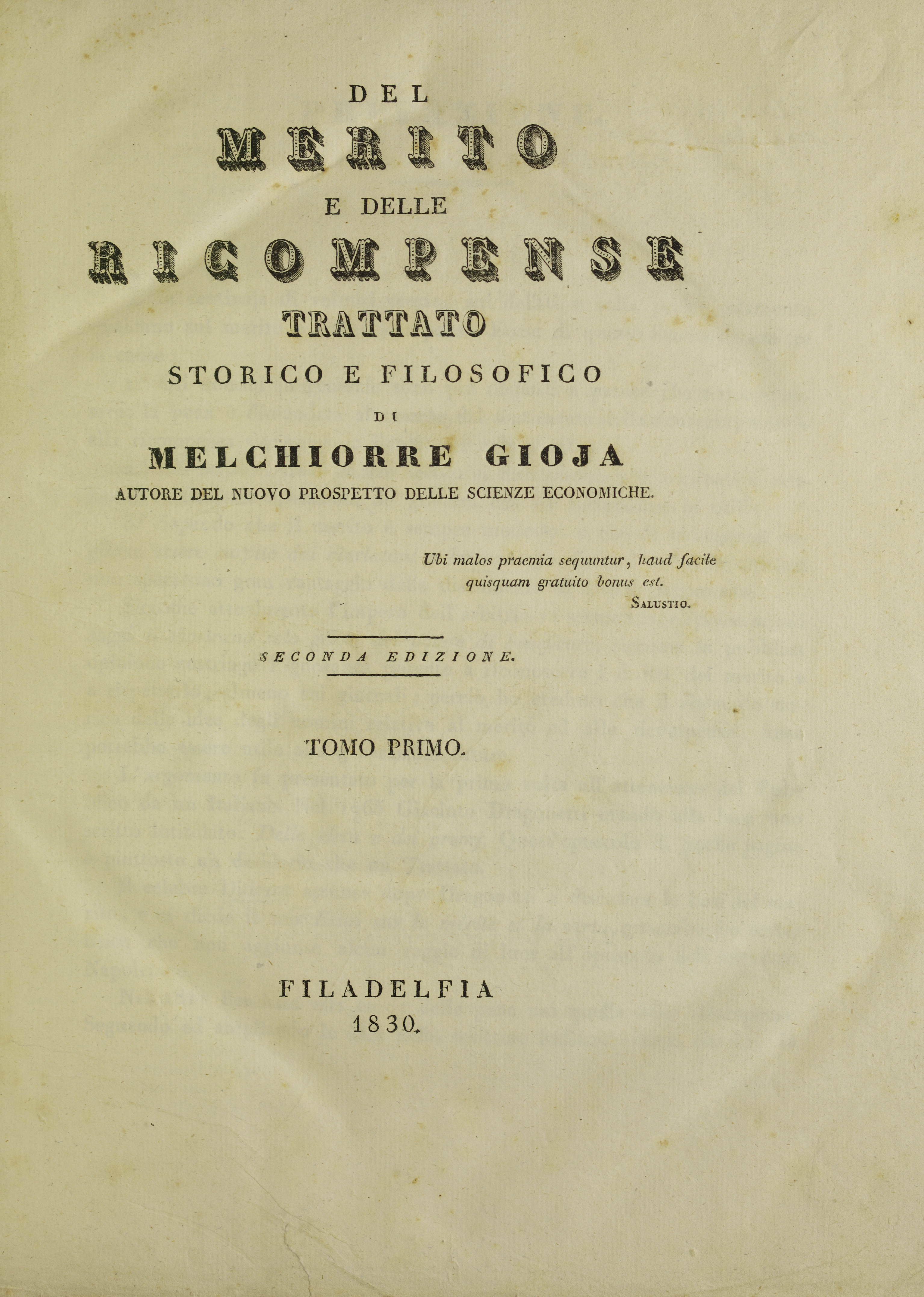
Del merito e delle ricompense

- „Dissertazione sul problema quale dei governi liberi meglio convenga alla felicità dell’Italia“ (Mailand 1797). Gioja erklärte sich in Beantwortung dieser Preisfrage für die Republik und erhielt den Preis;
- „Quadro politico di Milano“ (Mailand 1798);
- „Apologia al quadro politico di Milano“ (Mailand 1798);
- „Cos’è patriotismo?“ (Mailand 1798). Ein Anhang zu den zwei vorgenannten Schriften;
- „La causa di Dio e degli uomini difesa dagli empij e dalle pretensioni dei fanatici“ (Mailand, 8°.);
- „Sul commercio de’ commestibili e caro prezzo del vitto“, 2 Bde. (Milano anno X [1802] Pirotta);
- „Il nuovo Galateo“ (Mailand 1802, später 1820, 22 und 27). Dieses Werk war, als es 1802 in einem kleinen Bändchen herauskam, sehr fehlerhaft, bedeutend vermehrt und verbessert in der zweiten Ausgabe 1820 in 2 Bänden, dann 1822 und 1827. Obwohl eine Nachahmung des bekannten gleichnamigen Werkes von Della Casa, verhält es sich doch zu demselben, wie das XIX. zum XVI. Jahrhunderte und die Fortschritte der Wissenschaft im einen zu dem des anderen;
- „Logica Statistica“ (Mailand 1813, mit synopt. Tafeln);
- „Discussione economica sul Dipartimento d’Olona“ (Mailand 1803);
- „Discussione economica sul dipartimento del Lario“ (Mailand 1804);
- „Teoria civile e penale del divorzio ossia necessità causa nuova maniera d’organnizarla“ (Mailand 1803);
- „Manifesto di S. M. Prussiana contro la Francia del 9 Ottobre 1806 corredato di note“ (Mailand 1806);
- „Cenni morali e politici d’Inghilterra“ (Mailand 1805);
- „I Francesi, i Tedeschi, i Russi in Lombardia“ (Mailand 1805);
- „Tavole statistiche, ossia norme per definire, calcolare, classificare tutti gli oggeti d’amministrazione privata e pubblica“ (Mailand 1808, mit Taf.);
- „Indole, estensione, vantaggi della statistica“ (Mailand 1809);
- „Indole, estensione, vantaggi della cittadinanza“ (Mailand 1809);
- „La scienza del povero diavolo, storia orientale“ (Mailand 1809), jenes Pasquil, welches er nach dem Verlust des Titels eines Reichshistorikers schrieb, und infolge dessen er für einige Zeit Italien verließ;
- „Documenti comprovanti la sua cittadinanza italiana“ (Mailand 1809);
- „Nuovo prospetto delle scienze economiche …“ Serie I. Teoria, 6 Bde. (Mailand 1815–1819);
- „Del merito e del ricompenso“, 2 Bde. (Mailand 1818 und 1819, mit synopt. Taf.);
- „Sulle manifatture nazionali e Tariffe daziarie“ (Mailand 1819);
- „Problema: quali sono i mezzi più spediti, più efficaci, più economici per alleviare l’attuale miseria in Europa“ (Mailand 1817, Silvestri);
- „Elementi di filosofia“, 2 Bde. (Mailand 1818, neue Aufl. 1819);
- „Dell’ingiuria, dei danni, del soddisfacimento e relative basi di stima“, 2 Bde. (Mailand 1821);
- „Ideologia“, 2 Bde. (Mailand 1822);
- „Esercizio logico sugli errori d’ideologia e zoologia“ (Mailand 1823);
- „Riflessioni sull’opera intitolata: L’homme di Midi et l’homme du Nord ou l’influence du climat del sign. Bonstetten“ (Mailand 1825);
- „Filosofia della statistica“, 2 Bde. (Mailand 1826, mit synopt. Tafeln);
- „Esame d’un opinione intonilo all’ indole, estensione e vantaggi della statistica“ (Mailand 1826).

Seine Handschriften hinterließ er seinem Freunde Giov. Gherardini, welcher sie der Bibliothek der Brera übergab. Sie enthalten u. a. reiche Materialien zur Statistik Dalmatiens, der Departements Mincio, Mella, Alto Po, Bachiglione, Brenta, Adriatico, Adda, Agogna, Adige, viele historische, kirchenhistorische und statistische Materialien und zwei Dramen in Versen, beide aus der römischen Geschichte. Eine Sammlung seiner in der „Biblioteca italiana“ erschienenen Abhandlungen kam nach seinem Tode unter dem Titel: „Scritti vari risguardanti la statistica e la pubblica economia“ (Ebd. 1832) heraus. Was Gioja, den Menschen, betrifft, so machte ihn seine Unduldsamkeit gegen Alles, was nicht mit seiner Ansicht übereinstimmte, nicht beliebt, noch weniger die Herbheit seiner kritischen Aussprüche. Seine Zurückgezogenheit von der Gesellschaft, verbunden mit seinem Suchen nach Wahrheit, die ihm als Statistiker immer sehr wichtig sein musste, machte ihn einerseits befangen, andererseits gefürchtet; woraus jene Bitterkeit der Lebensanschauung entsprang, die sich in scharfer Satyre und schonungsloser Ironie Luft machte. Seine Biographen nennen ihn nach Platon: Generosae iracundiae virum, ohne jedoch zu verhehlen, dass sein Verhalten nicht gebilligt werden könne.
Giojas größter kritischer Gegner war der Antonio Rosmini vernichtend setzt ihn dieser im 2. Band seiner „Opuscoli filosofici“ herab. Doch übte Rosmini nur Vergeltung an Gioja, der ihn auf das Unglimpflichste behandelt hatte. Gioja konnte seinem Gegner auf die Angriffe nicht mehr antworten, denn, kaum wurden dieselben veröffentlicht, er starb.